# Кастел Волтурно
Кастел Волтурно је насеље у Италији у округу Казерта, региону Кампанија.
Према процени из 2011. у насељу је живело 21881 становника. Насеље се налази на надморској висини од 7 м.

## Становништво
| 1951. | 1961. | 1971. | 1981. | 1991.  | 2001.  | 2011.  |
| ----- | ----- | ----- | ----- | ------ | ------ | ------ |
| 2.707 | 3.248 | 3.661 | 7.311 | 15.140 | 18.639 | 22.882 |